# Élections législatives de 1981 en Indre-et-Loire
Les élections législatives françaises de 1981 en Indre-et-Loire se déroulent les 14 et 21 juin 1981.

## Élus
| Circonscription | Député sortant       | Parti | Parti         | Député élu ou réélu | Parti | Parti         |
| --------------- | -------------------- | ----- | ------------- | ------------------- | ----- | ------------- |
| 1re             | Jean Royer           |       | Divers droite | Jean Royer          |       | Divers droite |
| 2e              | Jean Delaneau        |       | UDF (PR)      | Jean-Michel Testu   |       | PS            |
| 3e              | Jean Castagnou       |       | RPR           | Christiane Mora     |       | PS            |
| 4e              | André-Georges Voisin |       | RPR           | Jean Proveux        |       | PS            |

## Positionnement des partis
Le Parti socialiste et le Parti communiste français, sous l'appellation « majorité d'union de la gauche », se présentent dans les quatre circonscriptions du département. Dans la 1re circonscription, outre le candidat officiel du PS, on compte aussi un candidat étiqueté majorité présidentielle et dans la 4e, le Mouvement des radicaux de gauche présente Gérard Beaudin.
La majorité sortante, réunie dans l'Union pour la nouvelle majorité, soutient de son côté les quatre députés sortants : Jean Castagnou et André-Georges Voisin pour le RPR, Jean Delaneau pour l'UDF et Jean Royer, le député-maire divers droite de Tours. Quant aux jobertistes du Mouvement des démocrates, ils présentent le gaulliste de progrès Pierre Canot au nom du Rassemblement démocrate pour le progrès.
Enfin, le Parti socialiste unifié présente un candidat sous l'étiquette « Alternative 81 » dans la 3e circonscription, l'extrême gauche se présente dans les 1re et 4e circonscriptions et l'extrême droite à Tours (1re), Loches - Amboise (3e) et Chinon (4e).

## Résultats

### Analyse
Le Parti socialiste est le grand gagnant de ce scrutin : le parti remporte trois sièges sur quatre et dans la première circonscription, le candidat socialiste échoue de peu face au député-maire de Tours, Jean Royer. Le PS gagne ainsi 16,1 points par rapport aux législatives de 1978, passant de 25,3 à 41,5 %. Le Parti communiste français et le Mouvement des radicaux de gauche sont quant à eux en régression, le PCF passant de 14,4 à 9 % et le MRG, de 3,3 à 0,5 %.
A contrario, la droite et ses candidats subissent un recul assez important : alors qu'en 1978, le bloc de droite remportait 51,8 % des suffrages, ce score tombe à 47,1 % en 1981. À l'issue du scrutin, seul Jean Royer est réélu, mais à la différence de 1978 – où il est vainqueur dès le premier tour –, il doit attendre le second tour pour retrouver son siège. Au sein de la droite, si le RPR progresse par rapport au scrutin législatif précédent, l'UDF et les divers droite perdent du terrain.
Les autres formations politiques enregistrent de faibles scores.

### Résultats à l'échelle du département
| Parti          | Parti                              | Premier tour | Premier tour | Second tour | Second tour | Sièges |
| Parti          | Parti                              | Voix         | %            | Voix        | %           | Sièges |
| -------------- | ---------------------------------- | ------------ | ------------ | ----------- | ----------- | ------ |
|                | Parti socialiste                   | 94 990       | 41,50        | 130 855     | 52,27       | 3      |
|                | Parti communiste français          | 20 586       | 8,99         |             |             | 0      |
|                | Mouvement des radicaux de gauche   | 1 116        | 0,49         | 0           |             |        |
|                | Divers gauche (Maj. prés.)         | 628          | 0,27         | 0           |             |        |
|                | Majorité présidentielle            | 117 320      | 51,26        | 130 855     | 52,27       | 3      |
|                |                                    |              |              |             |             |        |
|                | Rassemblement pour la République   | 54 598       | 23,86        | 60 605      | 24,21       | 0      |
|                | Union pour la démocratie française | 26 367       | 11,52        | 30 223      | 12,07       | 0      |
|                | Divers droite                      | 25 478       | 11,13        | 28 655      | 11,45       | 1      |
|                | Mouvement des démocrates           | 1 111        | 0,49         |             |             | 0      |
|                | Union pour la nouvelle majorité    | 107 554      | 46,99        | 119 483     | 47,73       | 1      |
|                |                                    |              |              |             |             |        |
|                | Extrême gauche                     | 1 869        | 0,82         |             |             | 0      |
|                | Extrême droite                     | 1 452        | 0,63         | 0           |             |        |
|                | Parti socialiste unifié            | 678          | 0,30         | 0           |             |        |
|                |                                    |              |              |             |             |        |
| Inscrits       | Inscrits                           | 330 617      | 100,00       | 330 614     | 100,00      | 4      |
| Abstentions    | Abstentions                        | 98 198       | 29,7         | 76 931      | 23,27       |        |
| Votants        | Votants                            | 232 419      | 70,3         | 253 683     | 76,73       |        |
| Blancs et nuls | Blancs et nuls                     | 3 546        | 1,53         | 3 345       | 1,32        |        |
| Exprimés       | Exprimés                           | 228 873      | 98,47        | 250 338     | 98,68       |        |

### Résultats par circonscription

#### Première circonscription (Tours)
| Candidat       | Candidat                 | Parti                      | Premier tour | Premier tour | Second tour | Second tour |  |
| Candidat       | Candidat                 | Parti                      | Voix         | %            | Voix        | %           |  |
| -------------- | ------------------------ | -------------------------- | ------------ | ------------ | ----------- | ----------- |  |
|                | Jean Royer sortant réélu | Divers droite (UNM)        | 25 478       | 48,61        | 28 655      | 50,24       |  |
|                | Paul Lussault            | PS                         | 18 669       | 35,62        | 28 386      | 49,76       |  |
|                | Jacques Vigier           | PCF                        | 6 184        | 11,80        |             |             |  |
|                | Paul Olivier             | PSU                        | 678          | 1,29         |             |             |  |
|                | Jean-Louis Simon         | Divers gauche (Maj. prés.) | 628          | 1,20         |             |             |  |
|                | Chantal Sornin           | LO                         | 343          | 0,65         |             |             |  |
|                | Jean-Marc Babin          | LCR                        | 260          | 0,50         |             |             |  |
|                | Noël Noizet              | Extrême droite             | 173          | 0,33         |             |             |  |
|                |                          |                            |              |              |             |             |  |
| Inscrits       | Inscrits                 | Inscrits                   | 79 114       | 100,00       | 79 114      | 100,00      |  |
| Abstentions    | Abstentions              | Abstentions                | 26 262       | 33,2         | 21 564      | 27,26       |  |
| Votants        | Votants                  | Votants                    | 52 852       | 66,8         | 57 550      | 72,74       |  |
| Blancs et nuls | Blancs et nuls           | Blancs et nuls             | 439          | 0,83         | 509         | 0,88        |  |
| Exprimés       | Exprimés                 | Exprimés                   | 52 413       | 99,17        | 57 041      | 99,12       |  |

#### Deuxième circonscription (Langeais - Château-Renault)
| Candidat       | Candidat              | Parti          | Premier tour | Premier tour | Second tour | Second tour |  |
| Candidat       | Candidat              | Parti          | Voix         | %            | Voix        | %           |  |
| -------------- | --------------------- | -------------- | ------------ | ------------ | ----------- | ----------- |  |
|                | Jean Delaneau sortant | UDF (PR)       | 26 367       | 45,45        | 30 223      | 47,36       |  |
|                | Jean-Michel Testu élu | PS             | 26 054       | 44,91        | 33 591      | 52,64       |  |
|                | Jean-Pierre Nivet     | PCF            | 4 315        | 7,44         |             |             |  |
|                | Jean-Michel Arieta    | FN             | 1 277        | 2,20         |             |             |  |
|                |                       |                |              |              |             |             |  |
| Inscrits       | Inscrits              | Inscrits       | 84 358       | 100,00       | 84 383      | 100,00      |  |
| Abstentions    | Abstentions           | Abstentions    | 25 425       | 30,14        | 19 681      | 23,32       |  |
| Votants        | Votants               | Votants        | 58 933       | 69,86        | 64 702      | 76,68       |  |
| Blancs et nuls | Blancs et nuls        | Blancs et nuls | 920          | 1,56         | 888         | 1,37        |  |
| Exprimés       | Exprimés              | Exprimés       | 58 013       | 98,44        | 63 814      | 98,63       |  |

#### Troisième circonscription (Loches)
| Candidat       | Candidat               | Parti          | Premier tour | Premier tour | Second tour | Second tour |  |
| Candidat       | Candidat               | Parti          | Voix         | %            | Voix        | %           |  |
| -------------- | ---------------------- | -------------- | ------------ | ------------ | ----------- | ----------- |  |
|                | Jean Castagnou sortant | RPR (UNM)      | 23 638       | 45,04        | 26 228      | 45,88       |  |
|                | Christiane Mora élue   | PS             | 22 273       | 42,44        | 30 935      | 54,12       |  |
|                | Lucette Chapeau        | PCF            | 5 458        | 10,40        |             |             |  |
|                | Pierre Canot           | MDD            | 1 111        | 2,12         |             |             |  |
|                |                        |                |              |              |             |             |  |
| Inscrits       | Inscrits               | Inscrits       | 72 218       | 100,00       | 72 213      | 100,00      |  |
| Abstentions    | Abstentions            | Abstentions    | 18 685       | 25,87        | 14 132      | 19,57       |  |
| Votants        | Votants                | Votants        | 53 533       | 74,13        | 58 081      | 80,43       |  |
| Blancs et nuls | Blancs et nuls         | Blancs et nuls | 1 053        | 1,97         | 918         | 1,58        |  |
| Exprimés       | Exprimés               | Exprimés       | 52 480       | 98,03        | 57 163      | 98,42       |  |

#### Quatrième circonscription (Chinon)
| Candidat       | Candidat                     | Parti          | Premier tour | Premier tour | Second tour | Second tour |  |
| Candidat       | Candidat                     | Parti          | Voix         | %            | Voix        | %           |  |
| -------------- | ---------------------------- | -------------- | ------------ | ------------ | ----------- | ----------- |  |
|                | André-Georges Voisin sortant | RPR (UNM)      | 30 960       | 46,93        | 34 377      | 47,53       |  |
|                | Jean Proveux élu             | PS             | 27 994       | 42,44        | 37 943      | 52,47       |  |
|                | Jean-Claude Guillon          | PCF            | 4 629        | 7,02         |             |             |  |
|                | Jean-Jacques Prodhomme       | LO             | 1 266        | 1,92         |             |             |  |
|                | Gérard Beaudin               | MRG            | 1 116        | 1,69         |             |             |  |
|                | Jacques Buisson              | PFN            | 2            | 0            |             |             |  |
|                |                              |                |              |              |             |             |  |
| Inscrits       | Inscrits                     | Inscrits       | 94 927       | 100,00       | 94 904      | 100,00      |  |
| Abstentions    | Abstentions                  | Abstentions    | 27 826       | 29,31        | 21 554      | 22,71       |  |
| Votants        | Votants                      | Votants        | 67 101       | 70,69        | 73 350      | 77,29       |  |
| Blancs et nuls | Blancs et nuls               | Blancs et nuls | 1 134        | 1,69         | 1 030       | 1,4         |  |
| Exprimés       | Exprimés                     | Exprimés       | 65 967       | 98,31        | 72 320      | 98,6        |  |